# Pavel Angelov
Pavel Ruzinov Angelov (bulgariska: Павел Ангелов), född 17 september 1991 i Krumovgrad, är en bulgarisk rodelåkare.

## Karriär
Angelov tävlade för Bulgarien vid olympiska vinterspelen 2018 i Pyeongchang, där han slutade på 37:e plats i herrarnas singel. Vid olympiska vinterspelen 2022 i Peking slutade Angelov på 28:e plats i herrarnas singel.